# Хогсхед, Нэнси
Нэнси Хогсхед (англ. Nancy Hogshead, в замужестве Макар, англ. Makar; род. 17 апреля 1962, Айова-Сити, Айова) — американская пловчиха, адвокат и общественный деятель. 3-кратная чемпионка Олимпийских игр 1984 года, призёр чемпионата мира 1978 года, член Зала славы мирового плавания (1994). Президент Фонда женского спорта, национальный пресс-секретарь Американской пульмонологической ассоциации.

## Биография
Родилась в Айова-Сити, в 11 лет переехала с семьёй в Джэксонвилл (Флорида). К 13 годам впервые завоевала право на участие во взрослом чемпионате США по плаванию, а к 15 годам побила рекорд США на дистанции 100 м баттерфляем. В старших классах тренировалась со сборной командой Флоридского университета.
На чемпионате мира 1978 года по водным видам спорта завоевала серебряную медаль на дистанции 200 м баттерфляем. Успешно прошла отбор в национальную сборную к Олимпийским играм 1980 года в Москве, но из-за бойкота Игр Соединёнными Штатами не смогла принять участие в соревнованиях. Поступила в Дьюкский университет по стипендии для спортсменов; стала первой пловчихой, получившей такую стипендию в Дьюкском университете и одной из первых в стране. За первый год учёбы стала 4-кратной чемпионкой Конференции атлантического побережья, установила новые рекорды своего вуза во всех видах программы, в которых участвовала, и была включена в символическую сборную США (англ. All-American) в двух дисциплинах.
Спортивную карьеру Хогсхед прервало сексуальное нападение: во время пробежки по университетскому городку на неё напали и изнасиловали. По совету тренера она на год отказалась от соревнований, но вернулась в спорт к Олимпийским играм в Лос-Анджелесе. Через три месяца после возобновления тренировок прогресс Хогсхед был назван «возвращением года», она также получила Приз Кифата — награду лучшему пловцу США. На первой дистанции в ходе олимпийского турнира, 100 м вольным стилем, разделила первое место с Керри Стейнсейфер — первый делёж медали в истории плавания на Олимпийских играх. После этого завоевала ещё две золотых медали со сборной США — в эстафете 4×100 м вольным стилем и в комбинированной эстафете 4×100 м. На дистанции 200 м комплексным плаванием (где в предварительном заплыве установила новый олимпийский рекорд) уступила только Трейси Колкинс, став серебряным призёром, а на аналогичной дистанции баттерфляем проиграла третьему месту 0,07 секунды. Более успешно пройти дистанцию Хогсхед помешал бронхиальный спазм незадолго до финиша, и после соревнований у неё была диагностирована астма, вызванная физическими нагрузками.
После Олимпийских игр завершила спортивную карьеру и выступала в разных странах мира с лекциями об астме и способах борьбы с ней. Позже окончила школу права Джорджтаунского университета, в 1997 году получив лицензию адвоката и присоединившись к штату частной юридической фирмы «Холланд и Найт» в Джэксонвилле. Во время работы в этой фирме познакомилась со Скоттом Макаром (в будущем судьёй апелляционного суда Флориды) и в дальнейшем вышла за него замуж. В этом браке родились трое детей — сын и две дочери. Преподавала в Приморской школе права Флориды в Джэксонвилле, где была профессором деликтного и спортивного права.
Продолжает вести активную общественную деятельность. Занимала пост национального пресс-секретаря Американской пульмонологической ассоциации. Написала и издала ряд книг, одна из которых, Asthma and Exercise, разошлась тиражом более 35 тысяч экземпляров. Входила в Президентские комиссии по половому вопросу в спорте, совет директоров Фонда женского спорта (1987—1993, президент в 1993—1994 годах). В 2014 году основала некоммерческую организацию Champion Women, занимающуюся защитой прав женщин-спортсменок, включая борьбу с сексуальным насилием в спорте.
В 1994 году имя Нэнси Хогсхед включено в списки Зала славы мирового плавания, в 1995 году — Зала спортивной славы Флориды, в 2004 году — Международного зала славы женского спорта. Почётный доктор Спрингфилдского колледжа (2002).